# チャールズ・タウンゼンド・コープランド
チャールズ・タウンゼンド・コープランド（Charles Townsend Copeland、1860年4月27日 - 1952年7月24日）は、教授、詩人、著作家。
コープランドはハーバード大学を卒業し、その人生のほとんどを母校の教員として過ごし、いくつもの職位にあったが、そのひとつは1925年から1928年にかけてその座に就いていたボイルストン修辞学・雄弁術講座教授であった。彼はまた、パートタイムの仕事として演劇評論も手がけていた。同僚や愛読者たちから「コーピー (Copey)」という愛称で親しまれていた彼は、特に1930年代にハーバードでおこなっていたポエトリーリーディングを通して広く知られるようになった。
ラドクリフ・カレッジで教鞭をとっていた際に、学生のひとりとしてヘレン・ケラーに出会い、彼女を励まし、文章を書くことの手ほどきをしたことでも知られる。

## 関連文献
- J. Donald Adams, Copey of Harvard: A Biography of Charles Townsend Copeland (Boston: Houghton Mifflin, 1960).
- Billy Altman, Laughter's Gentle Soul: The Life of Robert Benchley. (New York City: W. W. Norton, 1997. ISBN 0-393-03833-5).
- Encyclopædia Britannica: Charles Townsend Copeland.